# Посвята в лицарі

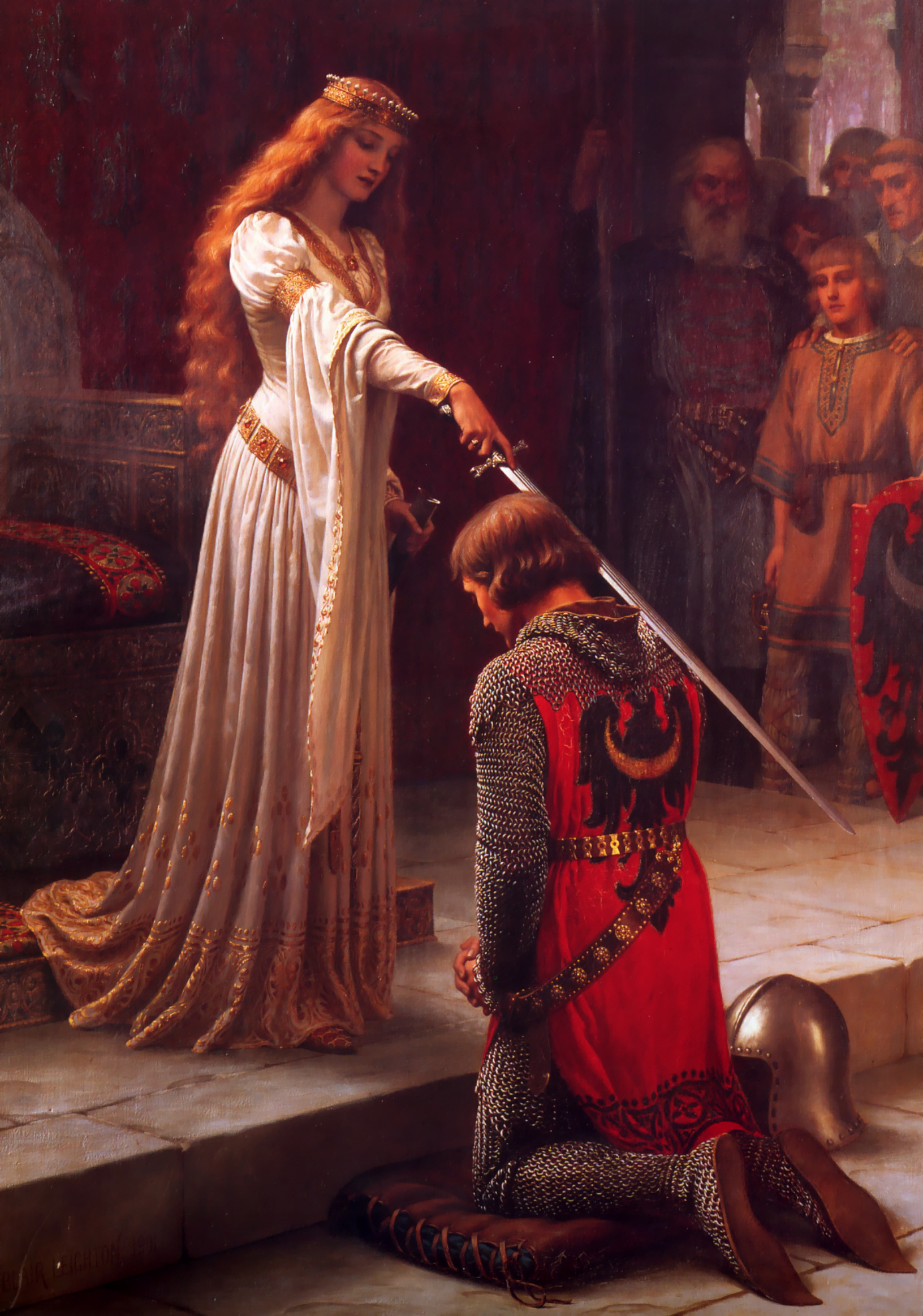
Едмунд Лейтон. «Аколада», 1901 рік

Посвята в лицарі або аколада (від фр. accolade — обійми) — так називається церемонія, яка раніше була у вжитку під час прийому до лицарського ордену. Після посвяти в лицарі гросмейстер ордену, або той, хто здійснював посвяту, урочисто обіймав нового члена лицарства, покладаючи йому свої руки на шию (лат. ad collum). Згодом це слово почало вживатись для позначення всього акту лицарської посвяти або прийняття у лицарський орден. Аколада була однією з форм військової ініціації.
У сучасному етикеті аколадою називається форма вітання, коли особи, що вітаються, символично наближаються лівими (або правими) щоками, насправді не обіймаючись і не цілуючись.

## Історія
Вже за часів Тацита вручення зброї молодому германцеві в присутності народних зборів означало визнання його повнолітнім; зброю вручав хто-небудь з вождів племені, або батько, або родич юнака. Карл I Великий в 791 р. урочисто оперезав мечем свого 13-річного сина Людовика, a Людовик - свого 15-річного сина Карла. Цей німецький звичай ліг в основу середньовічного посвячення в лицарі, як в члени військового стану, але був прикритий римським терміном - зведення в лицарі в середньовічних латинських текстах позначалося словами «надіти військовий пояс» (лат. cingulum militare).
Лицарем довгий час міг бути зроблений кожен. Спочатку лицарство давалося, по німецькій традиції, в 12, 15, 19 років, але в XIII столітті помітне прагнення відсунути його до повноліття, тобто до 21-го року. Посвячення найчастіше відбувалося у свята Різдва, Великодня, Вознесіння, П'ятидесятниці. Звідси витік звичай «нічної варти» напередодні присвяти ( veillée des armes). Кожен лицар міг посвячувати в лицарі, але найчастіше це робили родичі присвячуваного, сеньйори, королі та імператори прагнули затвердити це право винятково за собою.
У XI - XII ст. до німецького звичаю вручення зброї додалися спочатку тільки обряд підв'язування золотих шпор, одягання кольчуги і шолома, ванна перед одяганням. Colée, тобто удар долонею по шиї, увійшов у вжиток пізніше. До кінця обряду лицар вскакував, не торкаючись стремена, на коня, скакав галопом і ударом списа вражав манекени (quintaine), закріплені на стовпах. Іноді самі лицарі зверталися за освяченням зброї до церкви; таким чином став проникати в обряд християнський мотив.

### Церемонія

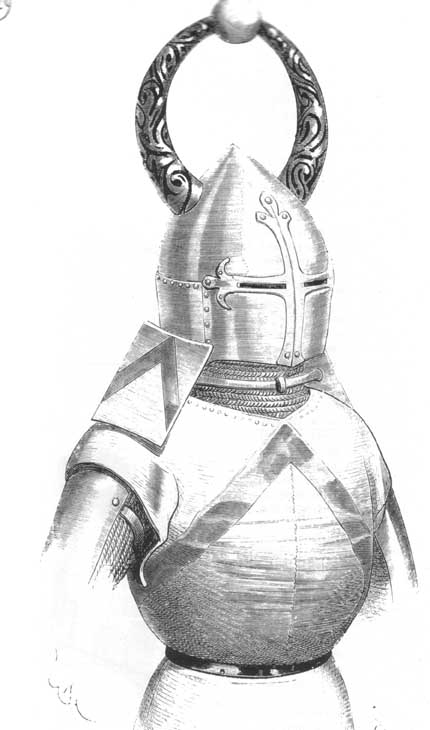
Гербові наплічник і погони ailettes, що носилися лицарями до появи справжніх металевих наплічників, у зв'язку з тим що вони, як і тодішні щити, були зроблені з дерева і шкіри, носилися в основному на турнірах і парадах, на відміну від справжніх погонів служили лише для носіння гербів

Посвята в лицарі знаменувала перехід до зрілості та самостійності й робила юнака членом військово-аристократичної корпорації лицарів. Церемонія складалась з кількох етапів.

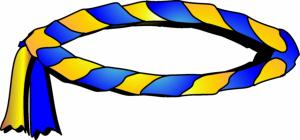
Тортільйон баннерета

Напередодні дамуазо мав скупатись у ванні, потім він надягав білу сорочку, червоне сюрко, коричневий шосс, золоті шпори, й один з найстаріших лицарів (або батько) підперезував його мечем. Французькою мовою «підперезати мечем» і означало зробити лицарем. Підперезати зброєю — головна частина церемонії. Потім той, хто приймає посвяту, завдавав юнакові удару долонею по потилиці (шиї, щоці) з коротким наказом: «Будь хоробрим». Такий удар називався «куле». Це був єдиний в житті лицаря удар (ляпас), який той міг отримати, не повертаючи. Ритуал посвяти завершувався демонстрацією спритності нового лицаря: скочивши на коня, він мав уразити списом встановлену мішень, так зване «опудало».
Спочатку церемонія посвяти мала мирський характер. Потім церква включила її в релігійні рамки, перетворила на релігійну церемонію. Так встановився звичай «нічного пильнування»: напередодні посвяти, ввечері, юнак мав вирушити до храму та провести там біля вівтаря всю ніч. Він мав пильнувати й молитись. На світанку нічне пильнування скінчувалось, і церква наповнювалась людьми.
Юнак мав вистояти месу, сповідатись, причаститись, потім покласти свою зброю на вівтар і опуститись на коліна перед священиком, який благословляв його меч і потім, з молитвою, вручав його. Благословляючи зброю, церква навіювала думку, що лицар має бути християнським воїном та захисником церкви. Потім відбувалась світська частина: підперезування мечем, «ляпас», «опудало», іноді священик не тільки освячував меч, але й підперезував, тобто здійснював основний елемент посвяти.

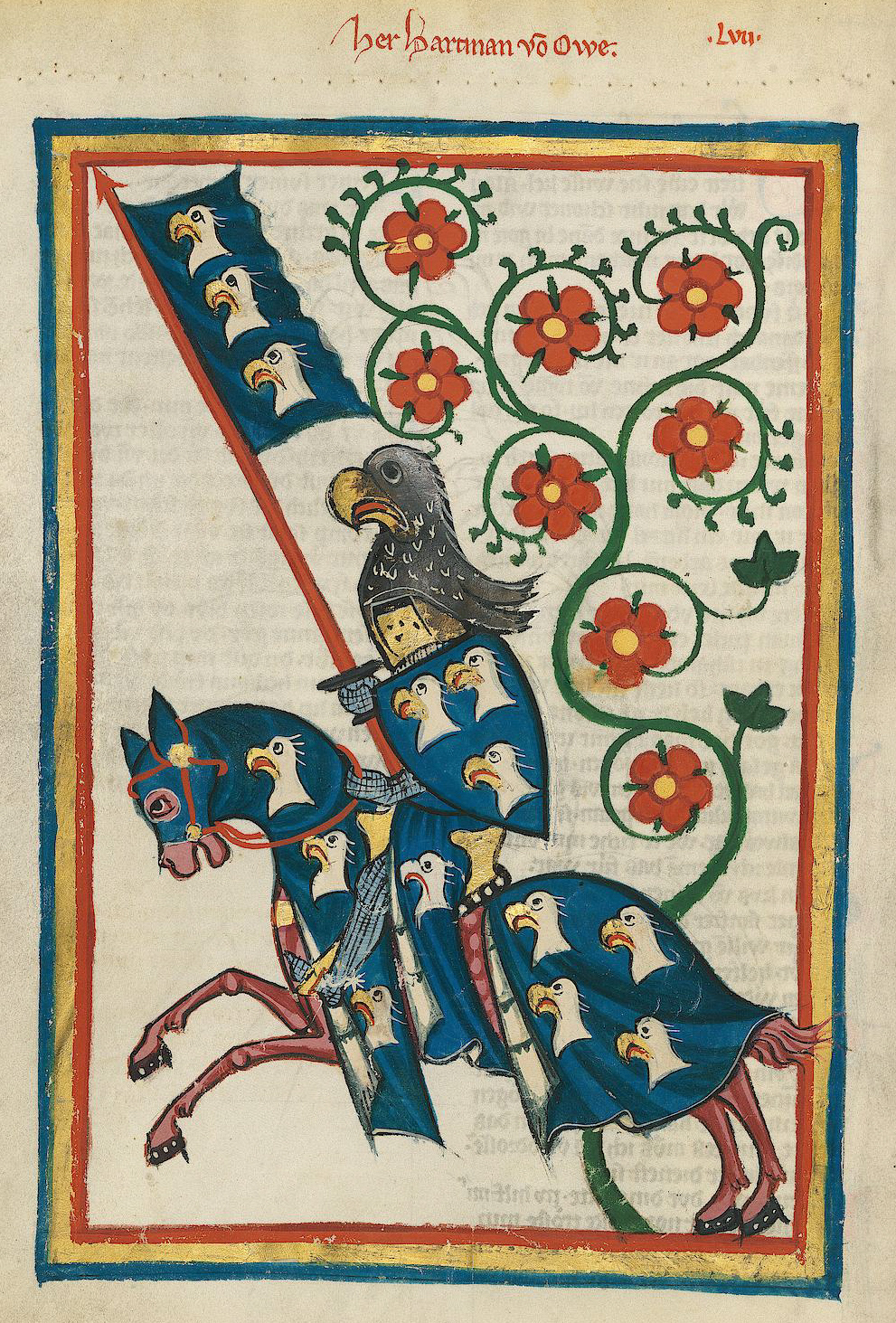
Ідеалізоване зображення середньовічного лицаря: Гартман фон Аує

Найчастіше посвяту в лицарі підводили до релігійних свят або здійснювали напередодні крупної битви; їй передував тривалий період навчання: майбутній лицар як дамуазо проходив навчання у досвідченого лицаря або батька.
Церемонія посвяти в лицарі могла набувати різних форм, наприклад, удар плоскою стороною меча на плечі кандидата чи обійми на шиї. У першому випадку «обраний» під час обряду стає на коліна перед монархом на м’яку подушку. Меч лежить плоским боком леза на правому плечі, потім його переміщують над головою і кладуть на ліве плече. Після цього лицар встає з колін щоб отримати від короля чи королеви знаки відміни його нового статусу.

### Лицарський удар
Під впливом церкви, німецький військовий обряд стає спочатку релігійним, коли церква тільки благословляла меч (bénir l'epée, в XII ст.), а потім і прямо літургійним, коли церква сама опоясує лицаря мечем (ceindre l'epée, в XIII ст.). У древніх єпископських обрядниках розрізняють Benedictio ensis et armorum (благословення зброї) від Benedictio novi militis (посвята лицаря). Найдавніші сліди посвячення лицаря церквою знайдені в римській рукописі початку XI ст., але потім до XIII ст. немає слідів Benedictio novi militis; можна думати, що цей обряд виник у Римі і поширився звідти.
Удар при посвяченні в лицарі вперше згадується на початку XIII століття а у Ламберта Арденсьского (Lambertus Ardensis), в історії графів де Ґінь і д'Ардре. Алапа проникла і в церковний обряд Benedictio novi militis. За єпископським обрядником Гільома Дюран, єпископ, після Служби Божої, приступає до благословення меча, який оголеним лежить на жертівнику, потім єпископ бере його і кладе в праву руку майбутньому лицареві; нарешті, вклавши меч у піхви, опоясує посвяченого, зі словами:«Accingere gladio tuo super femur etc.»(та будуть підперезані стегна твої мечем); братськи цілує нового лицаря і даєalapa, у вигляді легкого дотику рукою; старі лицарі прив'язують новому шпори; все кінчається врученням прапора.
Лицарський удар поширювався у Франції з півночі. Сучасники бачили в ньому випробування смирення. Для невільних вершників прийняття в лицарі було рівносильне звільненню, а тому, ймовірно, саме при їх посвяченні і з'являється впершеcolée- удар, який треба в такому випадку зіставити з римською формою звільнення per vindictam, зберігався до VIII ст. (Формула відпустки раба на волю в церкві складена за формулою звільнення per vindictam; в англо-норманнском праві зустрічається звільнення у народних зборах графства, шляхом вручення зброї).

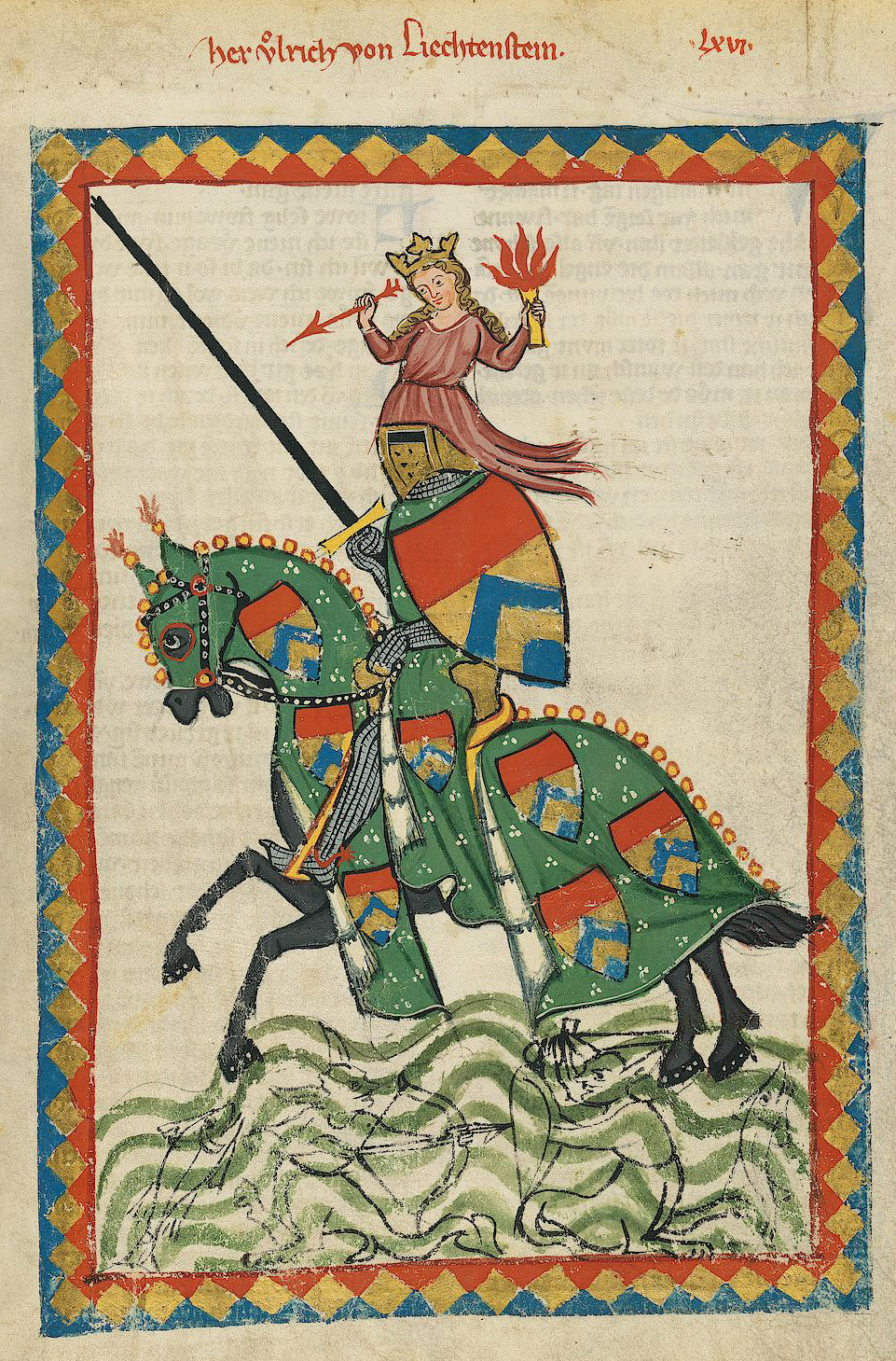
... і Ульріх фон Ліхтенштейн, Манесський кодекс (Codex Manesse)

У Німеччині стародавнім обрядом при посвяченні в лицарі є тільки оперізування мечем при досягненні повноліття (Schwertleite); існування «удару» (Ritterschlag) до XIV ст. не доведено. Граф Вільгельм Голландський не був ще посвячений у лицарі, коли в 1247 р. його обрали римським королем.
У Йоганна Бекі (близько 1350 р.) зберігся опис його посвячення в лицарі шляхом удару. Лицар повинен бути «miles», тобто magnanimus (великодушний), ingenuus (вільнонароджений), largifluus (щедрий), egregius (доблесний), strenuus (войовничий). Лицарська присяга (votum professionis), між іншим, складала:
- щодня слухати обідню,
- піддавати життя небезпеці за католицьку віру
- охороняти церкви і духовенство від грабіжників
- охороняти вдів і сиріт
- уникати несправедливою середовища і нечистого заробітку
- для порятунку безневинного йти на поєдинок
- відвідувати турніри тільки заради військових вправ
- шанобливо служити імператорові в мирських справах
- не відчужувати імперських ленів
- жити бездоганно перед Господом і людьми

Поширення в Німеччині colée (удару) могло бути у зв'язку з французьким впливом при Карлі IV. Лицарський удар тепер отримував той, хто вже раніше володів зброєю, тоді як у старі часи вручення зброї при повнолітті і посвячення в лицарі завжди збігалися. Просте вручення зброї залишилося обов'язковим для кожного воїна; урочисте освячення меча, золотої шпори і «удар» стали ознакою прийняття воїна в лицарський орден. Молодий чоловік, що отримав зброю, стає зброєносцем (scutarius, Knappe, Knecht, armiger, écyyer). Але так як лицарство в соціальному відношенні замкнулося у вищий шар військової знаті, то з «зброєносців» потрапляють в лицарі тільки сини лицарів (chevalier, Ritter, knight); невільні, підвищуючись і отримуючи важке лицарське озброєння, не називаються тепер лицарями, а потрапляють в середовище знаті як нижчий її шар, під тим же ім'ям «зброєносців», яке сини лицарів (Edelknecht, armiger nobilis) носять тимчасово, перед посвяченням у члени ордену. Лицарство стає не стільки установою, скільки - за прикладом Франції - ідеалом для всього військового стану середніх віків. Тому не в анналах, а в поезії найяскравіше закарбувалися образи лицарів.